# 炭素鋼
炭素鋼（たんそこう、carbon steel）とは、鉄と炭素の合金である鋼の一種で、炭素以外の含有元素の量が合金鋼に分類されない量以下である鋼である。加工が容易で廉価なので一般的によく使用される鉄鋼材料である。

## 組成
炭素鋼は鋼の一種であることから、鋼と同様、炭素鋼の炭素含有量（質量パーセント濃度）は0.02 - 2.14%の範囲である。炭素のほか、珪素・マンガン・リン・硫黄が含まれるが、これらは意図的に添加されたものではなく、製造時に残った物である。これらの元素の量が炭素よりも多い場合もあるが、そのような場合でも炭素が鋼の性質に最も影響するので、炭素鋼と呼ばれる。
炭素鋼は含有されている炭素量が多くなると、引張強さ・硬さが増す反面、伸び・絞りが減少し、被削性・被研削性が悪くなる。また、熱処理を施すことにより、大きく性質を変える事が出来る。炭素鋼の代表的な熱処理としては、焼なまし、焼ならし、焼入れ、焼戻しがある。

## 分類
炭素鋼のうち、炭素含有量（質量パーセント濃度）が0.25%以下を低炭素鋼、0.25 - 0.6%を中炭素鋼、0.6%以上を高炭素鋼と呼ぶ。特に0.6%以下の低炭素鋼と中炭素鋼は広く使用されていることから、0.6%以下の炭素鋼を普通鋼とも呼ぶ。
一般に炭素鋼は炭素含有量0.6%以下のものを構造用鋼として、0.6%以上のものを工具鋼として使用される
。日本の場合は、構造用鋼は一般構造用と機械構造用に分けられ、日本工業規格(JIS)の一般構造用圧延鋼材と機械構造用炭素鋼鋼材がそれぞれに対応する。一般構造用圧延鋼材は特に熱処理せずにそのまま使用されることを前提としており、機械構造用炭素鋼鋼材は熱処理をされることを前提としている。
炭素鋼の硬さによっても分類され、軟鋼、硬鋼などとも呼び分ける。さらに細かく分ける場合は、柔らかい方から順に、特別極軟鋼、極軟鋼、軟鋼、半軟鋼、半硬鋼、硬鋼、極硬鋼あるいは最硬鋼などと呼ぶ。ただし、このような種別による呼び分けは厳密な意味のものではなく、文献によって各種別名や種別を規定する炭素量範囲などが異なっている。一例として各種別と炭素量の関係を示すと、軟鋼と硬鋼で大きく分ける場合で軟鋼（約0.18-0.30%）、硬鋼（約0.40-1.00%）、細かく分類する場合で極軟鋼（0.15%以下）、軟鋼（0.15 - 0.2%）、半軟鋼（0.2 - 0.3%）、半硬鋼（0.3 - 0.5%）、硬鋼（0.5 - 0.8%）、最硬鋼（0.8 - 1.2%）などと分類される。